# The D’oh-cial Network
«The D’oh-cial Network» (с англ. — «Чёртова сеть») — одиннадцатый эпизод двадцать третьего сезона мультсериала «Симпсоны», который вышел на телеканале «FOX» 15 января 2012 года. Пародируется фильм Дэвида Финчера «Социальная сеть», а также «Позднее шоу с Дэвидом Леттерманом».

## Сюжет
История начинается с того, что адвокат мистера Бёрнса в суде обвиняет Лизу за «уничтожение» города. Лиза рассказывает всем о том дне, когда она с семьёй отправилась в новый торговый центр. При встрече с Шерри и Терри Лиза понимает, что она одинока и у неё нет друзей. Однако, когда она садится за компьютер Гомера (который он купил в ТЦ), то понимает, что легче заводить друзей онлайн, чем в реальной жизни, и открывает сайт «SpringFace» (пародия на Facebook). На сайте она заводит тысячи друзей за короткий промежуток времени. Взрослые также регистрируются на сайте.
Позднее Лиза замечает, что друзья общаются с ней только на «SpringFace» (за исключением Ральфа Виггама, чьё предложение в друзья она отклонила), а не в реальной жизни, и говорит, что некоторые используют сайт для других целей, тогда как Барт, Милхаус, Нельсон и другие хулиганы узнают, как играть в компьютерные игры с насилием на сайте. Также люди обезумели и получают многочисленные травмы.
В настоящем времени суд выносит Лизе приговор — закрыть «SpringFace», и та соглашается. Проходит несколько минут после закрытия сайта. Лиза замечает, что Шерри, Терри и остальные друзья Лизы (а также Гомер) играют в «Марко Поло», и присоединяется к ним.
Далее не экране появляется текст о том, что произошло с директором Скиннером, мистером Бёрнсом, садовником Вилли (который не появлялся в серии), Лизой и Кёрни после закрытия «SpringFace». После этого показывают Пэтти и Сельму, соревнующихся против близнецов Уинклвосс в гребле на Олимпиаде-2012 в Лондоне. Пэтти с Сельмой обгоняют Уинклвоссов, и те целуются. А потом идёт короткометражная история «Почему эпизод Симпсонов вышел таким коротким?», в стиле Эдварда Гори. По сюжету Барт и Милхаус решили обернуть школу туалетной бумагой, но их поймал орёл и выкормил червями.

## Производство
Во время первого показа эпизод просмотрели в 11,48 млн людей и он получил очень высокий рейтинг 5.4. Для сравнения, предыдущий эпизод «Politically Inept, With Homer Simpson» просмотрели лишь 5,07 млн.
В июле 2011 года Entertainment Weekly объявил, что Арми Хаммер станет приглашённой звездой в шоу, повторяя свою роль братьев Уинклвосс. Хаммер уже снимался в роли Уинклвоссов в фильме «Социальная сеть». Исполнительный продюсер Эл Джин сообщил: «Мы были типа: „Стойте, он их играл, люди их знают“. Думаю, на нас в суд не подадут». Хаммер встретился с командой сериала ещё в мае 2011.

## Интересные факты
- Музыкальное трио «The Tiger Lillies» специально написало тему Симпсонов к заключительным титрам.
- Надпись на доске в заставке - явная отсылка к композиции группы Pink Floyd - Another brick in the wall.